# Lallio
Lallio là một đô thị ở tỉnh Bergamo trong vùng Lombardia của nước Ý, có vị trí cách khoảng 45 km về phía đông bắc của Milano và khoảng 5 km về phía tây nam của Bergamo. Tại thời điểm ngày 31 tháng 12 năm 2004, đô thị này có dân số 4.050 người và diện tích là 2,1 km².
Lallio giáp các đô thị: Bergamo, Dalmine, Stezzano, Treviolo.